# Коринтиан Лийг
Коринтиан Лийг е английска аматьорска футболна лига, просъществувала между 1945 и 1963 година.
Лигата е създадена през 1945 година, когато започва възобновяването на футбола в Англия от Втората Световна война. Сформирана е от 9 клуба: Грейс Атлетик, Ерик & Белведеър, Слау Юнайтед, Мейдънхед Юнайтед, Уиндзор & Итън, Уолтън & Хършъм, Туикенъм, Лондонски пожарни и Епсъм Таун. Лигата постига голяма популярност и скоро се присъединяват 8 клуба: Ъксбридж, Хаунслоу Таун, Ийстбърн, Каршалтън Атлетик, Еджеър Таун, Брадфорд Авеню, Чешъм, ФК Тилбъри. Междувременно Епсъм Таун и Бедфорд Таун напускат, а Уолтън & Хършъм се присъединяват към Атениан Лийг.
През 1963 година лигата се обединява с Делфиан Лийг, за да образуват втора дивизия на Атениан Лийг.
| Година  | Шампион           |
| ------- | ----------------- |
| 1945-46 | Грейс Атлетик     |
| 1946-47 | Уолтън & Хършъм   |
| 1947-48 | Уолтън & Хършъм   |
| 1948-49 | Уолтън & Хършъм   |
| 1949-50 | Хаунслоу Таун     |
| 1950-51 | ФК Слау Таун      |
| 1951-52 | Хаунслоу Таун     |
| 1952-53 | Каршалтън Атлетик |
| 1953-54 | Каршалтън Атлетик |
| 1954-55 | Хаунслоу Таун     |
| 1955-56 | Мейдстоун Юнайтед |
| 1956-57 | Хилингтън Бъроу   |
| 1957-58 | Мейдънхед Юнайтед |
| 1958-59 | Дагенам           |
| 1959-60 | Ъксбридж          |
| 1960-61 | Мейдънхед Юнайтед |
| 1961-62 | Мейдънхед Юнайтед |
| 1962-63 | Лейтърхед         |